# Bitisgabonine

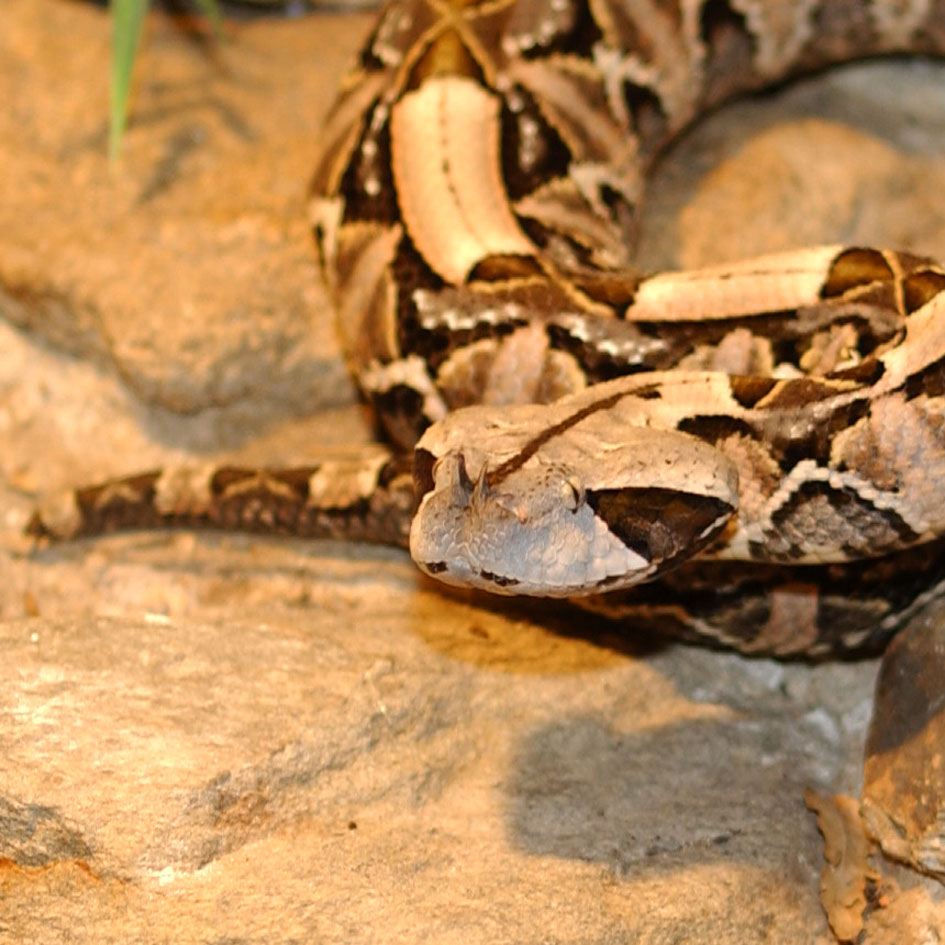
Gabunviper (Bitis gabonica)

Als Bitisgabonine werden Bestandteile aus dem Schlangengift der in großen Teilen der Regenwaldgebiete West- und Südafrikas verbreiteten Gabunviper (Bitis gabonica) bezeichnet. Bekannt sind bislang Bitisgabonin-1 und Bitisgabonin-2, beide wirken als Disintegrine und unterbinden die Funktion der Integrine in der Blutgerinnung.

## Aufbau und Wirkung
Bitisgabonine sind Heterodimere, die aus einem Protein (Gabonin-1 bzw. Gabonin-2) sowie der als Disintegrin wirkenden Domäne der PII-Metalloprotease-4 aufgebaut sind. Bitisgabonin-1 hat eine Größe von 15,183 kDa, Bitisgabonin-2 von 15,111 kDa, die zu etwa gleichen Teilen auf die jeweiligen Teilkomponenten des Dimers entfallen.
Wie die an der Blutgerinnung beteiligten Integrine besitzen die Bitisgabonine Bindungsstellen für Adhäsionsproteine mit dem „RGD“-Erkennungsmerkmal (Arg-Gly-Asp; RGD-Sequenz), mit deren Hilfe sie in der Lage sind, dass bei der Gerinnung benötigte Fibronektin zu binden. Dieses wird damit aus dem Gerinnungsprozess entnommen, wodurch dieser nur unvollständig stattfindet und eine Verklebung nicht möglich ist. Auf diese Weise unterstützen die Bitisgabonine den hämorrhagischen Effekt des Schlangengiftes.

## Geschichte
Die Bitisgabonine wurden als Heterodimer erstmals von Calvete et al. 2007 beschrieben und benannt. Entdeckt wurden sie bei einer Analyse des Proteoms des Gabunvipergiftes über eine Reihe von verschiedenen Analyseverfahren. Bitisgabonin-1 wurde als Peak 11, Bitigabonin-2 als Peak 14 bei einer HPLC-Analyse dargestellt. Nachfolgend wurden die beiden Fraktionen isoliert und weiter untersucht.